# Тимм, Генри Кристиан
Генри Кристиан Тимм (англ. Henry Christian Timm; 11 июля 1811, Гамбург — 5 сентября 1892, Хобокен, Нью-Джерси) — американский пианист, органист, дирижёр и композитор немецкого происхождения.
Учился в Германии у Альберта Метфесселя и Якоба Шмитта. В 1835 г. эмигрировал в США и в дальнейшем работал в Нью-Йорке. Проявил себя как исключительно разносторонний музыкант. В 1836 г. дебютировал как концертирующий пианист. На премьере оперы Чарльза Эдуарда Хорна «Пилигрим любви» (12 октября 1840) руководил хором и исполнял партию трубы. Войдя в состав Нью-Йоркского филармонического оркестра при его основании в 1842 г., выступал на его концертах как тромбонист, пианист и дирижёр (в том числе, вместе с Юрели Корелли Хиллом и Дени Этьенном, дирижировал в ходе первого концерта оркестра 7 декабря 1842 г.: на долю Тимма выпали оперные арии Моцарта, Бетховена, Вебера и Россини). В 1848 г. сменил Хилла на посту президента оркестра и оставался в этой должности до 1863 г. Одновременно работал органистом в нью-йоркских церквях, сочинял церковную музыку.